# Шотт, Вильгельм
Вильгельм Шотт (нем. Wilhelm Schott, 3 сентября 1802, Майнц — 21 января 1889, Берлин) — немецкий филолог и востоковед широкого профиля: лингвист, исследователь народной поэзии, мифов, истории и культуры народов Евразии. Ему принадлежат одни из первых исследований финского и монголо-тибетского эпосов («Калевала», «Гэсэриада»).

## Биография
Окончив Берлинский университет, с 1833 г. преподавал там же китайский язык и философию Китая. В 1838 г. назначен адъюнкт-профессором Университета Майнца, затем вернулся в Берлин. С 1841 г. академик Берлинской академии наук. 
Подготовил многих выдающихся востоковедов, среди которых В. В. Радлов. Его грамматика китайского языка (Chinesische Sprachlehre, 1857) долгое время была стандартным учебным пособием. 
Шотт был известен как полиглот: владел турецким, персидским, японским, китайским, маньчжурским, тибетским, тайским, вьетнамским, казахским, чувашским, чагатайским, финским и венгерским языками, а также рядом языков Индии. 
В 1845 г. на отзыв Шотту была направлена кандидатская работа Николая Зоммера «Об основаниях новой китайской философии». Работа получила лестный отзыв Шотта.
В качестве лингвиста известен тем, что предложил методы изучения грамматики корнеизолирующих языков.

## Основные труды
- Versuch über die tatarischen Sprachen. Berlin (1836)
- Verzeichnis der chinesischen und mandschu-tschungusischen Bücher und Handschriften der Berliner Bibliothek. Berlin (1840)
- De Lingua Tschuwaschorum: dissertatio. Berolini (1841)
- Über den Buddhismus in Hochasien und in China. Berlin (1844)
- Älteste Nachrichten von Mongolen und Tataren. Berlin (1846)
- Über das altaische oder finnisch-tatarische Sprachengeschlecht. Berlin (1847)
- Das Reich Karachatei oder Li-Liao. Berlin (1849)
- Über die (hochasiatische) Sage von Gesser-Chan. Berlin (1851)
- Das Zahlwort in der tschudischen Sprachenklasse. Berlin (1852)
- Die finnische Sage von Kullerwo. Berlin (1852)
- Entwurf einer Beschreibung der chinesischen Litteratur. Berlin (1854)
- Zur Beurteilung der Annamitischen Schrift und Sprache. Berlin (1855)
- Über die sogenannten Indochinesischen Sprachen, insonderheit das Siamesische. Berlin (1856)
- Chinesische Sprachlehre. Berlin (1857)
- Die Cassiasprache. Berlin (1859)
- Über die esthnische Sage von Kalewi-poeg. Berlin (1863)
- Über die echten Kirgisen // AKRAW-Berlin (1865). - S. 432-461.
- Altaische Studien. Heft 1-5. Berlin (1860—1872)
- Zur Litteratur des chinesischen Buddhismus. Berlin (1873)
- Zur Uigurenfrage. 2 Tle. Berlin (1874—1875)
- Zur japanischen Dicht- und Verskunst. Berlin (1878)
- Über die Sprache des Volkes Rong auf Sikkim. Berlin (1882)